# Бауска
Бауска (лет. Bauska, рус. Бауска, литв. Bauskė) је један од значајних градова у Летонији. Бауска је седиште истоимене општине Бауска.

## Природни услови
Бауска је смештена у крајње јужном делу Летоније, у историјској покрајини Земгалији. Граница са Литванијом налази се 12 километара јужније. Од главног града Риге град је удаљен 70 километара јужно.
Град Бауска се сместио у брежуљкастом подручју, на приближно 30 метара надморске висине. Старо језгро града образовало се на ушћу реке Муса у Мемеле.

## Историја
Први помен Бауске везује се за средину 15. века. Град је добио градска права 1609. године.

## Становништво
Бауска данас има приближно 11.000 становника и последњих година број становника стагнира.
Матични Летонци чине већину градског становништва Бауске (75%), док остатак чине махом Руси (11%) и Литванци (6%).